# Erika Connolly
Pour les articles homonymes, voir Brown et Connolly.
Erika Connolly, née Erika Brown, est une nageuse américaine née le 27 août 1998 à Modesto, en Californie. Elle a remporté la médaille d'argent du relais 4 × 100 m 4 nages féminin et la médaille de bronze du relais 4 × 100 m nage libre féminin aux Jeux olympiques d'été de 2020 à Tokyo. Elle participe à l'International Swimming League au sein des Cali Condors.

## Palmarès

### Championnats du monde en grand bassin
- Championnats du monde 2022 à Budapest :
  -  Médaille d'or du relais 4 × 100 m quatre nages (participe uniquement aux séries).
  -  Médaille d'or du relais 4 × 100 m quatre nages mixte (participe uniquement aux séries).
  -  Médaille de bronze du relais 4 × 100 m nage libre.
  -  Médaille de bronze du relais 4 × 100 m nage libre mixte (participe uniquement aux séries).

### Jeux olympiques
- Jeux olympiques d'été de 2024 à Paris :
  -  Médaille d'argent du relais 4 × 100 m nage libre.